# United Tasmania Group
Lo United Tasmania Group (UTG) è generalmente riconosciuto come il primo partito verde al mondo a partecipare ad una elezione. Il partito è stato fondato il 23 marzo 1972, durante una riunione del Lake Pedder Action Committee (LPAC) presso il municipio di Hobart, al fine di schierare candidati politici alle elezioni statali in Tasmania dell'aprile 1972.

## Storia

### Anni 1970
Il partito ha ottenuto il 3,9% dei voti in tutto lo stato della Tasmania ed ha sfiorato la vittoria di un seggio per 200 voti. Hanno anche partecipato alle elezioni statali del 1976, questa volta ottenendo il 2,2% dei voti. 
Il primo presidente dello United Tasmania Group fu il dott. Richard Jones, che restò in carica per cinque anni; il partito si presentò nel 1990 alle elezioni federali. Alcuni dei candidati degli anni 1970, tra cui Bob Brown, formarono successivamente i Tasmanian Greens e in seguito, a livello nazionale, i Verdi Australiani. 

### Anni 2010
Il 2 aprile 2016, a seguito di un incontro, alcuni ex membri del partito hanno riformato il gruppo. 
Lo United Tasmania Group ha lanciato il giornale The UTG nel 2018. La rivista affronta una vasta gamma di argomenti, tra cui quelli storici del partito stesso. Dalla rifondazione del 2016 sono stati pubblicati finora cinque numeri della rivista. 

## Pubblicazioni

### Anni 1970
- http://trove.nla.gov.au/work/21861617.
- http://trove.nla.gov.au/work/8943810.
- http://trove.nla.gov.au/work/80951366.
- ISSN 2208-9497 (WC · ACNP).

### Anni 2000
- The UTG Journal issue No. 1[7]
- The UTG Journal Issue No. 2[8]
- The UTG Journal Issue No. 3[9]
- The UTG Journal Issue No. 4[10]
- The UTG Journal Issue No. 5[11]